# Veronica Cartwright
Veronica Cartwright, född 20 april 1949 i Bristol, är en brittiskfödd amerikansk skådespelare.
Hon började sin karriär som barnskådespelerska, liksom sin syster Angela Cartwright. Hon medverkade i ett antal TV-serier och i filmer som William Wylers Ryktet (1961) och Alfred Hitchcocks Fåglarna (1963). Under andra halvan av 60-talet och första halvan av 70-talet arbetade hon mindre men fick ett nytt genombrott i slutet av 70-talet genom filmer som Världsrymden anfaller (1978, nyinspelning av filmen med samma namn från 1956) och Alien (1979), i vilken hon spelade Lambert (enligt vissa källor var det tänkt att hon egentligen skulle ha spelat Ripley, men blev ersatt av Sigourney Weaver). Sedan dess har hon medverkat i bland annat Rätta virket (1983) och Häxorna i Eastwick (1987). Hon medverkade även i Invasion (2007), ännu en nyinspelning av Världsrymden anfaller.
Cartwright syns på omslaget till Scissor Sisters skiva Ta-Dah och deras singel I Don't Feel Like Dancing. Hon var även med i en reklamfilm för skivan.

## Filmografi i urval
- 1961 – Ryktet
- 1963 – Fåglarna
- 1964 – One Man's Way
- 1974 – Inserts
- 1978 – Världsrymden anfaller
- 1978 – Häng inte här, Henry Moon
- 1979 – Alien
- 1980 – Jim Jones - Förförare i Jesu namn (TV-film i två delar)
- 1983 – Mardrömmar
- 1983 – Rätta virket
- 1985 – Robert Kennedy & His Times (TV-miniserie)
- 1985 – Drömreportern
- 1986 – Borta med tiden
- 1986 – Egen lag
- 1987 – Häxorna i Eastwick
- 1990 – Hitlers dotter
- 1992 – Par i trubbel
- 1994 – Mirror Mirror 2
- 1995 – Candyman: Farewell to the Flesh
- 1997 – Money Talks
- 1998 – Sparkler
- 1999 – A Slipping-Down Life
- 1999 – Trash
- 2001 – Scary Movie 2
- 2004 – Kinsey
- 2007 – Invasion